# Шаурен
Шаурен (нім. Schauren) — громада в Німеччині, розташована в землі Рейнланд-Пфальц. Входить до складу району Біркенфельд. Складова частина об'єднання громад Раунен.
Площа — 7,12 км2. Населення становить 484 ос. (станом на 31 грудня 2020).